# 혜성여자고등학교
혜성여자고등학교(惠聖女子高等學校)는 대한민국 서울특별시 노원구 하계동에 위치한 사립 고등학교이다.

## 학교 연혁
- 1982년 11월 30일 : 혜성학원 혜성여자고등학교  12학급 설립인가, 초대 이사장 박정신
- 1983년 3월 1일 : 김상복 초대 교장 취임(교감 원영철)
- 1983년 3월 8일 : 제1회 입학식(12학급 720명 정원)
- 1986년 2월 13일 : 제1회 졸업식(12학급 642명 졸업)
- 1986년 2월 14일 : 신축교사  8교실 증축(총 68교실)
- 1995년 12월 5일 : 학교법인 혜성학원을 청암학원으로 개명
- 2002년 10월 6일 : 본관(신축) 준공(3개층 1,539m2, 사무실용 및 소강당)
- 2016년 4월 28일 : 도서관 재단장 개관
- 2019년 8월 22일 : 청암관(학생식당, 강당) 준공식
- 2021년 9월 1일 : 송영식 제10대 교장 취임
- 2022년 1월 28일 : 제37회 졸업식(12학급 328명)
- 2022년 3월 2일 : 제40회 입학식(12학급 258명)

## 참고 자료
- 혜성여자고등학교 - 한국교육학술정보원 학교알리미